# Beating Heart
Beating Heart is een nummer van de Britse zangeres Ellie Goulding uit 2014. Het is de derde single van de soundtrack van de film Divergent
Volgens Goulding gaat "Beating Heart" over het verlaten van iemand van wie je houdt. Toch is de tekst volgens Goulding ook hoopvol, omdat er altijd een kans is dat je diegene ooit weer zal tegenkomen. Schrijver Joe Janiak had het nummer in 2012 al geschreven, maar toen Goulding het twee jaar later uitbracht, had ze de tekst iets aangepast. Het nummer werd een hit in het Verenigd Koninkrijk, waar het de 9e positie haalde. Ondanks enige airplay op de Nederlandse radio, deed het nummer niets in de Nederlandse hitlijsten. In Vlaanderen kwam het terecht op de 2e positie in de Tipparade.

## Tracklijst
- Muziekdownload

1. "Beating Heart" - 3:32